# 进近灯光系统

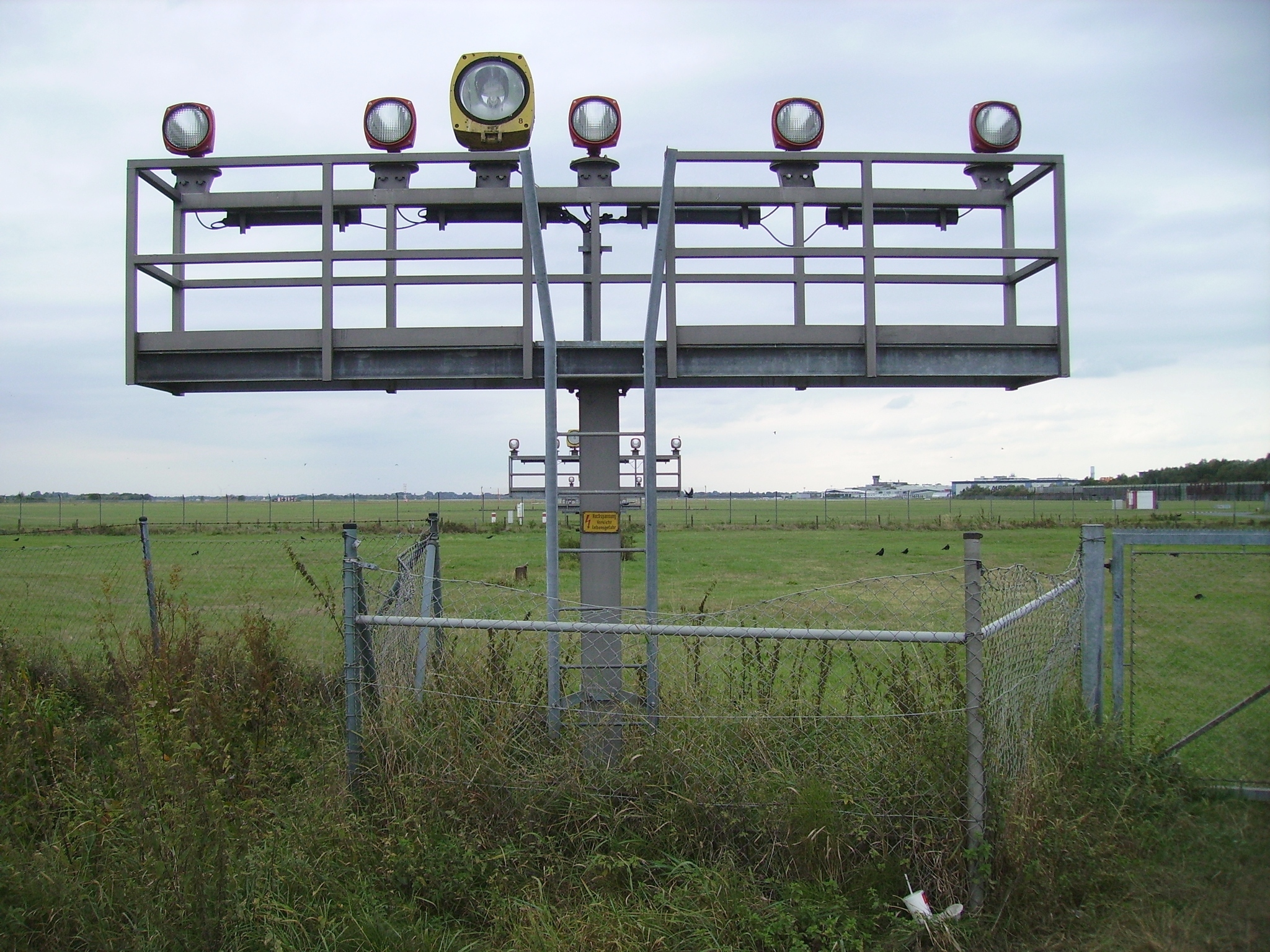
不来梅机场的进近灯光系统

进近灯光系统（英語：Approach Lighting System，ALS）是一类輔助航行灯光，它供飞机在夜间或者低能见度进近情况下提供跑道入口位置和方向的醒目的目视参考；航空母艦上也配置这一系統以輔助軍機夜間降落。
进近灯光安装在跑道的进近端，是从跑道向外延伸的一系列横排灯、闪光灯标或它们的组合。进近灯光通常在有仪表进近程序的跑道上使用，使得飞行员能够目视分辨跑道环境，帮助飞行员在飞机进近到达预定点的时候对齐跑道。
进近灯光一般由机场的管制塔台控制，在无人管制的机场也可安装由飞行员通过无线电开关的飞行员控制灯光。无论哪种情况，灯光的亮度都可以根据日间和夜间运行来调整。

## 配置
国际民航组织认可多种进近灯光配置，一些机场也可能安装非标准的进近灯光配置。许多进近灯光系统与其他助航灯光配套使用，如跑道入口灯、接地地带灯和跑道边线灯等。随着灯光配置的不同，一个进近灯光系统可能会安装以下灯具的一种或几种：
- 进近中线灯：安装于跑道中线上的一组可变白色固定灯标。精密进近跑道的进近中线灯纵向间隔30公尺，延伸至少900公尺；简易跑道的间隔60公尺，延伸至少420公尺。
- 进近横排灯：在跑道入口150公尺的整数倍距离处设置可变白色的横排灯。横排灯与跑道中线垂直，每边内侧距跑道中线延长线4.5公尺。
- 进近旁线灯：为一组红色灯标，从跑道入口延伸至270公尺处，灯的间距为30公尺，一般安装在精密进近跑道。
- 进近闪光灯标：在跑道中线延长线上距跑道入口300公尺至900公尺处设置白色闪光的灯标，这些灯标的闪光顺序为逐个由前至后，每个灯闪光频率为1次／秒。由于这些灯标看似白色兔子向跑道中线奔跑，因此俗称“兔子”（rabbit）[2]。

### 带闪光灯标的高强度进近灯光系统配置（ALSF）
典型的配置包括247个常亮的灯标：包括绿色的跑道入口灯49个、红色的进近旁线灯9排54个和高强度的常亮白色灯144个，以及15个闪光灯标。这类配置可以用于各类精密进近跑道。

### 带跑道对齐灯的中强度进近灯光系统配置（MALSR）
典型的配置包括78个常亮的灯标，包括绿色的跑道入口灯18个、常亮白色中线灯标9排45个、绿色的进近横排灯3排15个，以及5个闪光灯标。这类配置主要为I类精密进近跑道提供目视参考。